# 沃佐
沃佐（法語：Vezot，法語發音：[vəzo]）是法国卢瓦尔河地区大区萨尔特省的一个市镇，属于马梅尔斯区。 

## 地理
沃佐（48°21'10"N, 0°17'28"E）面积6.35 平方千米，位于法国卢瓦尔河地区大区萨尔特省，该省份为法国西北部内陆省份，北起顺时针与奥恩省、厄尔-卢瓦省、卢瓦-谢尔省、安德尔-卢瓦尔省、曼恩-卢瓦尔省和马耶讷省接壤，是法国大西部的入口，连接卢瓦尔河谷、布列塔尼和巴黎盆地。
与沃佐接壤的市镇（或旧市镇、城区）包括：维莱讷拉卡雷勒、帕农、圣隆吉、圣雷米迪瓦勒。

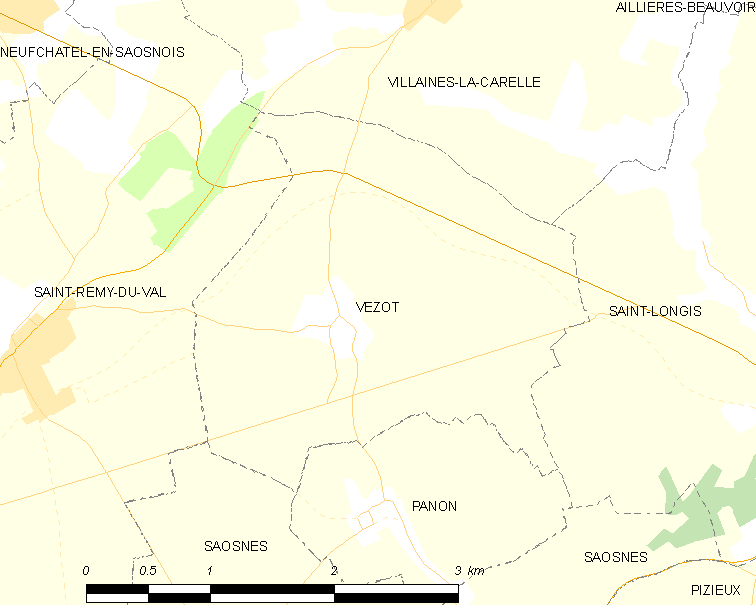
沃佐的OSM定位图

沃佐的时区为UTC+01:00、UTC+02:00（夏令时）。

## 行政
沃佐的邮政编码为72600，INSEE市镇编码为72372。

## 政治
沃佐所属的省级选区为马梅尔斯县。

## 人口

1962-2008年间沃佐人口变化图示

沃佐于2022年1月1日时的人口数量为77人。